# HK/KŽ-Baureihe JT38CW-DC
Die HK/KŽ-Baureihe JT38CW-DC ist eine sechsachsige Güterverkehrslokomotive der kosovarischen Eisenbahnen. Sie entstand durch Umbau aus einer Lokomotive der ehemaligen JŽ-Baureihe 661 (EMD G16, Kennedy, ehemals 661 203).

## Geschichte
Die kosovarischen Eisenbahnen benötigten für ihren Güterverkehr auf der Strecke nach Skopje in Mazedonien, der derzeit einzigen in Betrieb befindlichen internationalen Strecke, für die der Güterverkehr eine große Bedeutung darstellt, eine moderne Lokomotive. Um einen kostspieligen Neubau zu umgehen, entschloss man sich, eine vorhandene Lokomotive vom Typ General Motors EMD G16 umzubauen, die vom kroatischen Schienenverkehrsfahrzeugproduzenten TZV Gredelj in Zagreb (gegründet 1894 von der Ungarischen Staatsbahn) grundlegend modernisiert wurde.
Von der ursprünglichen Lokomotive sind lediglich das Bremssystem, die Drehgestelle sowie der Fahrmotor geblieben. Der Rest, darunter auch der komplette Fahrzeugkasten, wurde ersetzt. Die Umbaulokomotive ist für 120 km/h zugelassen und kann in Mehrfachtraktion gefahren werden. Bislang wurde eine Lokomotive umgebaut, welche als 2 061 501 eingestellt ist und derzeit vorrangig vor Güterzügen im Einsatz ist. Das Fahrzeug wurde von GREDELJ auf der InnoTrans 2010 auf dem Freigelände ausgestellt.